# محمدرضا حدادی
محمدرضا حدادی، زاده ۲۷ اسفند ۱۳۶۶ به اتهام قتل محمدباقر رحمت، در ۱۵ سالگی دستگیر شده بود و در زندان عادل‌آباد شیراز است. قرار بود حکم اعدام وی روز چهارشنبه، ۱۶ تیرماه ۱۳۸۹ اجرا شود که برای چهارمین بار انجام نشد. 

قرار بود او در ۱۸ آذر ۱۳۸۸ اعدام شود که حکم‌اش اجرا نشد.
این نوجوان در جریان پرونده رسیدگی به یک فقره سرقت منجر به قتل دستگیر شد و در تحقیقات اولیه به قتل با تسمه‌پروانه اعتراف کرد. وی در تاریخ ۸ آبان ۱۳۸۲ در دادگاه، دوباره اتهام سرقت و قتل را به عهده گرفت و به ارتکاب جرم اقرار کرد.

## نظر وکیل
محمدرضا چند روز پس از دادگاه و در ملاقاتی با مادرش از «عدم پرداخت پولی وعده‌داده‌شده» به خانواده‌اش مطلع می‌شود. وی طی نامه‌ای در ۱۶ آبان ۸۲ به اطلاع قاضی دادگاه می‌رساند که یکی از متهمین با وعده پرداخت پول از وی خواسته با توجه به نوجوان بودن، ارتکاب قتل را بر عهده بگیرد. وکیل وی معتقد است محمدرضا فریب متهم دیگر را خورده و در ارتکاب قتل هیچ نقشی نداشته‌است.
معصومه طهماسبی، وکیل محمدرضا حدادی گفت:
«دو نفر از زندانیان شاهد بودند که دو متهم دیگر این پرونده با وعدهٔ دادن ۱۵ میلیون تومان پول، از محمدرضا خواسته‌اند که قتل را بر عهده بگیرد. محمد هم به خاطر وضع نامناسب زندگی خانواده‌اش این شرط را قبول می‌کند با این امید که این پول را بگیرد و سروسامانی به خانواده‌اش بدهد. ولی بعد آن‌ها منکر می‌شوند و محمد هم هرچه می‌گوید که در چه شرایطی این قتل را قبول کرده دیگر مورد قبول قرار نمی‌گیرد.

## نظر خانواده مقتول
یکی از فرزندان مقتول، ماجرای قتل را این‌گونه شرح داده‌است:

«۲۸ مرداد ۱۳۸۲ پدرم برای عیادت یکی از آشنایان، به کازرون رفته بود و در زمان برگشت، ۲ سرباز و ۲ نفر دیگر سوار ماشین می‌شوند، آن‌ها در راه می‌گویند منتظر دوستمان هستیم، متهم ردیف ۲ با یک سنگ بزرگ به پشت سر پدر من می‌زند بقیه می‌گویند او را رها کنیم و ماشین را برداریم و برویم، متهم ردیف ۲ که سرباز بوده قبول نمی‌کند، پدرم را به صندوق عقب ماشین منتقل می‌کنند، بعد از طی حدود ۴۰ کیلومتر، پدر من به هوش می‌آید و علامت می‌دهد که ماشین را نگه دارند. ماشین را نگه می‌دارند و به پدرم می‌گویند ما فقط ماشین را می‌خواهیم و به تو کاری نداریم، حدود ۵ کیلومتر از جاده اصلی دور می‌شوند، در صندوق عقب را باز می‌کنند، همه چوب و سنگ در دست داشتند، پدرم را زخمی می‌کنند، در آن زمان محمدرضا حدادی از عقب ماشین یک تسمه‌پروانه می‌آورد؛ پاهایش را روی شانه‌های پدرم می‌گذارد، تسمه پروانه را به گلوی پدرم می‌اندازد و او را خفه می‌کند. بعد بنزین می‌آورد و روی پدرم می‌ریزند و کبریتی در دهان او روشن می‌کنند و او را می‌سوزانند و او را زیر خاک پنهان می‌کنند و بعد از ۵۴ روز ما به کمک یکی از متهمان پرونده، جنازه پدرم را پیدا کردیم.»
خانواده مقتول معتقدند انجام چنین کاری از توان یک نوجوان ۱۵ ساله خارج است:
محمدرضا حدادی در حین ارتکاب چنین عملی حتماً بالای ۱۸ سال سن داشته‌است. این را با جرات می‌گویم، قد او ۱۸۵ سانتی‌متر بود، هیکل‌اش بسیار بزرگ بود. شناسنامهٔ یک فرد، آن‌هم یک فردی در روستا که پدرش چندین بار ازدواج کرده بوده و حدود ۳۰ فرزند داشته، زیاد نمی‌تواند معیار دقیقی برای سن او باشد.

## مخالفت‌ها با حکم اعدام
نهادهای بین‌المللی مدافع حقوق بشر بارها نسبت به اعدام نوجوانان در ایران اعتراض کرده‌اند. از جمله در یکی از بیانیه‌های سازمان دیده‌بان حقوق بشر آمده‌است: «مجازات مرگ برای نوجوانانی که زیر ۱۸ سال مرتکب جرم می‌شود طبق قوانین بین المللی ممنوع شده و این ممنوعیت مطلق است.»
کنوانسیون حقوق کودک و کنوانسیون حقوق سیاسی و مدنی به صورت خاص، مجازات مرگ برای افرادی که هنگام ارتکاب جرم کمتر از ۱۸ سال دارند را منع کرده‌است. ایران کنوانسیون حقوق کودک را در سال ۱۹۹۴ و کنوانسیون حقوق مدنی وسیاسی را در سال ۱۹۷۵ تصویب کرد.»
وزارت خارجه نروژ، سفیر ایران در اسلو را برای اعتراض به صدور احکام اعدام برای زنی که متهم به زنا است و محمدرضا حدادی که در نوجوانی مرتکب قتل شده بود احضار کرد.
سازمان دیده‌بان حقوق بشر در بیانیه‌ای خواستار خودداری قوه قضاییه ایران از اجرای حکم اعدام محمد رضا حدادی شد.
پس از آن‌که خانواده مقتول، در مصاحبه‌ای گفتند «حدادی و خانواده‌اش از آن‌ها عذرخواهی نکرده‌اند و آن‌ها را تهدید کرده‌اند» تعدادی از فعالین حقوق بشر به خانواده مقتول، محمد باقر رحمت نامه‌ای ارسال کردند و از آن‌ها تقاضای بخشش محمدرضا حدادی را کرده و گفتند به اعتقاد آن‌ها «با اجرای مجازات اعدام عدالت اجرا نمی‌شود.»

## منبع
1. ↑  «چه کسی باید تاوان نقص قانون را بدهد - roozonline.com». بایگانی‌شده از اصلی در ۸ ژوئیه ۲۰۱۰. دریافت‌شده در ۷ ژوئیه ۲۰۱۰.
2. 1 2  فقط لاریجانی می‌تواند جلوی اعدام محمدرضا حدادی را بگیرد | • ایران | Deutsche Welle | ۰۶٫۱۲٫۲۰۰۹
3. 1 2  رهانا » اگر می دانستیم قوه قضاییه عدالت را اجرا می‌کند، از قصاص محمدرضا حدادی می‌گذشتیم | رهانا » Print[پیوند مرده]
4. ↑  «محمدرضا حدادی، چهارشنبه اعدام می‌شود». هرانا. ۱۳ تیر ۱۳۸۹. دریافت‌شده در ۱۳ تیر ۱۳۸۹.[پیوند مرده]
5. 1 2  BBC فارسی - ایران - احضار سفیر ایران در نروژ در اعتراض به دو حکم اعدام
6. ↑  رهانا » از شما عذرخواهی می‌کنیم، از قصاص محمدرضا حدادی بگذرید | رهانا » Print[پیوند مرده]